# Themus nepalensis
Themus nepalensis is een keversoort uit de familie soldaatjes (Cantharidae). De wetenschappelijke naam van de soort werd in 1831 gepubliceerd door Frederick William Hope.